# 10 Ceti
10 Ceti är en misstänkt variabel i stjärnbilden Valfisken.
10 Ceti varierar mellan visuell magnitud +5,82 och 6,18 utan någon fastställd periodicitet. Den befinner sig på ett avstånd av ungefär 450 ljusår.